# Stéphane Barré
Pour les articles homonymes, voir Barré.
Stéphane Barré est un rameur et un homme politique français né le 23 janvier 1970 à Rouen.

## Biographie
Stéphane Barré est médaillé d'argent en huit poids légers aux Championnats du monde d'aviron 1991 à Vienne. Lors des Jeux olympiques d'été de 1996 à Atlanta, il concourt dans l'épreuve de quatre sans barreur poids légers, et termine septième.
Membre du Parti communiste français, il est maire d'Oissel-sur-Seine depuis mars 2014. Il est conseiller métropolitain chargé de l'animation sportive, la lutte contre les discriminations dans les pratiques sportives, l'accessibilité en faveur des personnes à mobilité réduite et conseiller départemental de Saint-Étienne-du-Rouvray depuis 2017. Il est également vice-président de la métropole Rouen-Normandie depuis 2015.